# Odintsovite
Cet article possède des paronymes, voir Odintsov et Odintsovo.
L'odintsovite est un minéral rare de la classe des silicates (sous-classe des cyclosilicates), de formule chimique K2Na4Ca3Ti2Be4Si12O38. Il est nommé en l'honneur du géologue soviétique Mikhaïl Mikhaïlovitch Odintsov (ru) (1911-1980).

## Découverte et localité type
L'odintsovite est découverte en 1995 dans le Petit Murun (en), massif de l'Aldan (oblast d'Irkoutsk, Russie), sa localité type,.

## Caractéristiques
L'odintsovite présente une combinaison unique d'éléments chimiques, c'est notamment l'un des rares minéraux combinant le titane et le béryllium. C'est un minéral orthorhombique, l'analogue sodique de la nakkaalaaqite K2[Na3Ca]LiCa2Ti2Be4Si12O38.